# Gigantione ishigakiensis
Gigantione ishigakiensis är en kräftdjursart som beskrevs av Sueo M. Shiino 1941. Gigantione ishigakiensis ingår i släktet Gigantione och familjen Bopyridae. Inga underarter finns listade i Catalogue of Life.